# みなみのさんかく座アルファ星
みなみのさんかく座α星は、太陽系からみなみのさんかく座の方向約391光年の距離にある恒星で2等星。みなみのさんかく座で最も明るい恒星。天の南極に近いため、日本では沖ノ鳥島からしか見ることが出来ない。

## 概要
橙色の巨星である。G型主系列星または白色矮星との連星系を成している可能性を示す観測データがあるが、2014年現在伴星は発見されていない。
バリウム星に分類されており、金属量が太陽の2倍ほどあるメタルリッチな恒星である。中心部ではヘリウムの核融合により炭素や酸素が生成されていると考えられている。

## 名称
学名は α Trianguli Australus（略称は α TrA）。固有名はアトリア (Atria)。固有名の由来は学名の Alpha Trianguli Australusを略して読んだものである。1899年に刊行されたリチャード・ヒンクリー・アレンの Star Names - Their Lore and Meaning に記載されていないことから、20世紀になって広まった名前であると考えられている。